# Oskar Lafontaine
Oskar Lafontaine (Saarlautern, 16 september 1943) is een Duits politicus. Tot 2005 was hij lid van de SPD en van 2007 tot 2022 was hij actief voor Die Linke. Lafontaine was onder meer minister-president van de deelstaat Saarland (1985–1998), bondsminister van Financiën (1998–1999) en parlementslid in de Bondsdag (1994–2010). Ten slotte was Lafontaine van 2009 tot 2022 fractievoorzitter voor Die Linke in het parlement van Saarland.

## Biografie
De uit Saarland afkomstige Oskar Lafontaine bezocht het internaat en het gymnasium in Prüm (Eifel). Hij studeerde natuurkunde in Bonn en Saarbrücken. In 1969 studeerde hij af.

### SPD
In 1966 sloot Lafontaine zich aan bij de Sozialdemokratische Partei Deutschlands (SPD) en in 1968 werd hij in het bestuur van de Saarlandse SPD gekozen. Van 1970 tot 1975 had hij zitting in de Landdag van Saarland. Van 1977 tot 1996 was hij voorzitter van de SPD-Saarland.
Van 1974 tot 1976 was Lafontaine burgemeester en van 1977 tot 1985 Oberbürgermeister van Saarbrücken. Op 9 april 1985 werd hij als eerste SPD-politicus minister-president van Saarland. In 1990 en 1994 behield de SPD haar meerderheid in het parlement van Saarland en bleef Lafontaine premier. In deze functie was hij automatisch lid van de Duitse Bondsraad (de vertegenwoordiging van de 16 Duitse deelstaatregeringen). Van 1 november 1992 tot 31 oktober 1993 was hij president van de Bondsraad.
Op 8 januari 1990 werd hij door de SPD genomineerd als kandidaat voor het ambt van bondskanselier. Tijdens een verkiezingscampagne van SPD-kandidaten voor de Landdag van Noordrijn-Westfalen werd een aanslag gepleegd op Lafontaines leven (24 april 1990). Hij werd door de geesteszieke Adelheid Streidel met een mes in zijn halsslagader gestoken. Een spoedoperatie redde zijn leven, maar bij de verkiezingen van december 1990 behaalde de CDU een grote zege en leed de SPD een historisch verlies: de slechtste verkiezingsuitslag voor de SPD sinds 1957.
In 1995 werd Oskar Lafontaine tot landelijk voorzitter van de SPD gekozen. Deze functie bekleedde hij tot 1999. In oktober 1998 werd hij bondsminister van Financiën in het eerste kabinet van Gerhard Schröder (SPD). Omdat hij het bondsministerschap aanvaardde, trad hij op 10 november 1998 af als minister-president van Saarland. Op 11 maart 1999, enkele maanden na zijn aantreden als minister, stapte Lafontaine al op vanwege 'de slechte coöperatie binnen het kabinet'.

### WASG en Die Linke
Op 24 mei 2005 verliet Lafontaine de SPD. Op 18 juni 2005 sloot hij zich aan bij de linkse sociaaldemocratische partij Arbeit & soziale Gerechtigkeit - Die Wahlalternative (WASG, d.i. Arbeid & Sociale Gerechtigheid - Het Verkiezingsalternatief).
Bij de verkiezingen in september 2005 trad Oskar Lafontaine als aanvoerder van de lijst van WASG in Noordrijn-Westfalen aan. Die Linke werd in 2007 de nieuwe naam van de partij, na een fusie tussen de WASG en de PDS, de voortzetting van de Oost-Duitse Sozialistische Einheitspartei Deutschlands (SED). Deze naam werd aangenomen om tegemoet te komen aan de WASG, die hun kandidaten niet op PDS-lijsten met die naam wilden zetten. Lafontaine kreeg, net als een aantal andere WASG-leden, als 'onafhankelijke' een plaats op de verkiezingslijst. Hij werd verkozen en in de Bondsdag deelde hij het voorzitterschap van Die Linke met Gregor Gysi.
Op 24 januari 2010 werd bekend dat Lafontaine terugtrad als fractievoorzitter van de bondsdagfractie vanwege gezondheidsredenen. Eerder was hij geopereerd tegen kanker. Na zijn genezing werd hij opnieuw politiek actief op deelstaatniveau in Saarland, waar Die Linke op 30 augustus 2009 met Lafontaine als spitzenkandidaat met 21,3% van de stemmen de grootste oppositiepartij was geworden. Ook na de deelstaatverkiezingen in 2012 en 2017 bleef hij met Die Linke leider van de oppositie.

### Vertrek uit Die Linke
Vlak voor de Saarlandse deelstaatverkiezingen van 27 maart 2022 maakte Oskar Lafontaine bekend dat hij zich terugtrekt uit de Linkspartei. Reden voor zijn vertrek was ontevredenheid over de koers van de partij: "Ik wilde dat er in het politieke spectrum een links alternatief zou zijn voor de politiek van sociale onzekerheid en ongelijkheid, daarom heb ik de partij Die Linke mede-opgericht. Die Linke van vandaag heeft die claim opgegeven." De verkiezingen liepen uit op een deceptie voor de partij. Die Linke verloor 10,2 procentpunt ten opzichte van de deelstaatverkiezingen in 2017 en haalde slechts 2,6% van de stemmen, waarmee de kiesdrempel van 5% niet werd gehaald. De voormalige partij van Lafontaine, de SPD, haalde voor het eerst sinds 1994, toen Lafontaine nog de partijleider van de SPD in Saarland was, weer de absolute meerderheid in de Saarlandse Landdag.

### Opvattingen
Oskar Lafontaine staat bekend als eurosceptisch, zo wil hij onder andere de Euro vervangen door nationale munteenheden. Verder is hij een voorstander van belastingharmonisatie binnen de Europese Unie. Door critici van rechts en links, onder wie oud-SPD-bondskanselier Helmut Schmidt, werd hij verweten populistisch te zijn. Toespelingen op het nationaalsocialisme werden daarbij niet uit de weg gegaan.

### Persoonlijk
Lafontaine is vier keer getrouwd. Uit zowel zijn tweede als derde huwelijk heeft hij een zoon. Sinds 2014 is hij gehuwd met Sahra Wagenknecht.
- Bibsys: 90777952
- Biblioteca Nacional de España: XX996136
- Bibliothèque nationale de France: cb12029516s (data)
- Catàleg d'autoritats de noms i títols de Catalunya: 981058617493506706
- CiNii: DA03733700
- Gemeinsame Normdatei: 118855085
- International Standard Name Identifier: 0000 0001 1082 8395
- Library of Congress Control Number: n84115155
- Nationale Bibliotheek van Letland: 000025519
- MusicBrainz: 3ab0b622-4ecf-4a30-a973-f6bcae15bc7c
- Bibliotheek van het Japanse parlement: 00470013
- Nationale Bibliotheek van Tsjechië: jn20000603633
- Nationale Bibliotheek van Israël: 987007264009705171
- Nationale Bibliotheek van Polen: a0000003615770
- Nederlandse Thesaurus van Auteursnamen: 072150041
- Réseau des bibliothèques de Suisse occidentale: 02-A003488905
- LIBRIS: 282954
- Système universitaire de documentation: 028464281
- Virtual International Authority File: 110596220
- WorldCat: E39PBJpYyByYqV8dq3RCPgwBfq